# 趙誘
趙 誘（ちょう ゆう、生年不詳 - 317年）は、西晋末期から東晋初期の官僚・軍人。字は元孫。淮南郡の人。子に趙龔と東晋の平西将軍趙胤。西晋末期からの反乱討伐で活躍するも、最期は杜曾に敗れて討死した。

## 生涯
西晋に仕え、揚州刺史郗隆の主簿に任じられていた。
永康2年（301年）3月、趙王司馬倫の専横を打倒すべしとの斉王司馬冏の檄文が揚州に至った。郗隆は檄文に応じるべきか、吏僚を召し出して問うた。趙誘と虞潭は「趙王の簒逆の意は、皆憎むところであり、四方から義兵が起ち、必ず趙王を破るでしょう。自ら精兵を率いて許昌に赴くのが上策。将兵を遣わし、加勢するのが中策。少数の兵を遣わし、形ばかりの助勢で勝ちに乗じるのが下策です」と進言した。郗隆はどっちつかずの対応をしたために、参軍王邃に攻められ、子及び別駕顧彦とともに殺害された。
趙誘は官を辞して家に還り、門を閉ざして、家から出ることはなかった。
左将軍王敦の参軍に任じられ、広武将軍を加えられた。
永嘉5年（311年）6月、歴陽内史甘卓・揚烈将軍周訪とともに華軼討伐にあたり、これを破った。
永嘉7年（313年）8月、西晋に反乱を起こした杜弢討伐にあたり、龍驤将軍陶侃の指揮下に入り、振威将軍周訪とともに前鋒として杜弢軍を破った。荊州刺史に転じた陶侃に代わり、武昌郡太守に任じられた。
その後も杜弢討伐に甘卓とともにあたり、これを滅ぼした。
長年の累功により、平阿県侯に封じられた。
建武元年（317年）8月、大将軍王敦の命により、襄陽郡太守朱軌・将軍李恒とともに荊州で反乱を起こした鄭攀らを討伐した。鄭攀らは懼れ、司馬孫景が主謀したとこれを斬り、降伏した。
9月、荊州刺史王暠の命により、朱軌・陵江将軍黄峻とともに反乱を起こしていた杜曾と女観湖で戦った。趙誘らは敗れ、子の趙龔とともに討ち取られた。
王敦は趙誘の死を惜しみ、征虜将軍・秦州刺史を贈位するよう上表、敬と諡された。晋王司馬睿は趙龔に新昌郡太守を贈位した。